# Saum
Saum (arab. صوم, ṣawm – post) – w islamie jeden z pięciu obowiązków każdego dorosłego muzułmanina. W czasie miesiąca ramadan (dziewiątego według kalendarza muzułmańskiego) od brzasku do zachodu słońca obowiązuje ścisły post – nie wolno ani jeść, ani pić, kłamać, a także palić tytoniu i odbywać stosunków seksualnych. Po zachodzie słońca post nie obowiązuje. Posiłki w czasie ramadanu to – suhur (przed wschodem słońca) oraz iftar (po zachodzie słońca).
Od obowiązku przestrzegania postu zwolnione są: osoby przewlekle chore, odbywający długą i wyczerpującą podróż, dzieci przed dojrzewaniem oraz kobiety w ciąży lub karmiące piersią, jeśli obawiają się o zdrowie dziecka. W zamian taki wierny ma obowiązek zachowania postu przez taki sam czas w innym okresie roku, ewentualnie nakarmienia jednej osoby, której nie stać na przyzwoity posiłek, za każdy opuszczony dzień postu.
Koran (2:183) mówi:
O wy, którzy wierzycie! Jest wam przepisany post, tak jak został przepisany tym, którzy byli przed wami – być może wy będziecie bogobojni – na określoną liczbę dni.
Użyte określenia oznaczają:
- Wy, którzy wierzycie – wyznawców islamu („którzy wierzycie w niniejsze objawienie”, tj. Koran).
- Którzy byli przed wami – wyznawców wcześniejszych religii objawionych (judaizmu i chrześcijaństwa).